# Maxim Rákov
Maxim Serguéyevich Rákov (en kazajo: Максим Сергеевич Раков; Karagandá, 7 de febrero de 1986) es un deportista kazajo que compite en judo.
Ganó dos medallas en el Campeonato Mundial de Judo en los años 2009 y 2011, y cinco medallas en el Campeonato Asiático de Judo entre los años 2007 y 2017. En los Juegos Asiáticos consiguió tres medallas entre los años 2006 y 2014.

## Palmarés internacional
| Campeonato Mundial  | Campeonato Mundial      | Campeonato Mundial | Campeonato Mundial |
| Año                 | Lugar                   | Medalla            | Categoría          |
| ------------------- | ----------------------- | ------------------ | ------------------ |
| 2009                | Róterdam (Países Bajos) | Medalla de oro     | –100 kg            |
| 2011                | París (Francia)         | Medalla de plata   | –100 kg            |
| Juegos Asiáticos    |                         |                    |                    |
| Año                 | Lugar                   | Medalla            | Categoría          |
| 2006                | Doha (Catar)            | Medalla de plata   | –90 kg             |
| 2010                | Cantón (China)          | Medalla de bronce  | –100 kg            |
| 2014                | Incheon (Corea del Sur) | Medalla de plata   | –100 kg            |
| Campeonato Asiático |                         |                    |                    |
| Año                 | Lugar                   | Medalla            | Categoría          |
| 2007                | Kuwait (Kuwait)         | Medalla de bronce  | –90 kg             |
| 2009                | Taipéi (Taiwán)         | Medalla de oro     | –100 kg            |
| 2015                | Kuwait (Kuwait)         | Medalla de plata   | –100 kg            |
| 2016                | Taskent (Uzbekistán)    | Medalla de bronce  | –100 kg            |
| 2017                | Hong Kong (China)       | Medalla de oro     | –100 kg            |